# Martín Sarrafiore
Martín Nicolas Sarrafiore (Villa Ballester, 20 luglio 1997) è un calciatore argentino, attaccante dell'O'Higgins.

## Caratteristiche tecniche
È una seconda punta.

## Carriera
Cresciuto nel settore giovanile dell'Huracán, nel 2018 è stato acquistato dall'Internacional. Ha esordito il 2 dicembre 2018 disputando l'incontro di Série A pareggiato 1-1 contro il Paraná.

## Statistiche
Statistiche aggiornate al 12 maggio 2019.

### Presenze e reti nei club
| Stagione        | Squadra         | Campionato      | Campionato | Campionato | Coppe nazionali | Coppe nazionali | Coppe nazionali | Coppe continentali | Coppe continentali | Coppe continentali | Altre coppe | Altre coppe | Altre coppe | Totale | Totale | Totale |
| Stagione        | Squadra         | Comp            | Pres       | Reti       | Comp            | Pres            | Reti            | Comp               | Pres               | Reti               | Comp        | Pres        | Reti        | Pres   | Reti   |        |
| --------------- | --------------- | --------------- | ---------- | ---------- | --------------- | --------------- | --------------- | ------------------ | ------------------ | ------------------ | ----------- | ----------- | ----------- | ------ | ------ | ------ |
| 2018            | Internacional   | PD/RS+A         | 0+1        | 0          | CB              | 0               | 0               |                    | -                  | -                  |             | -           | -           | 1      | 0      |        |
| 2019            | Internacional   | PD/RS+A         | 10+4       | 3+1        | CB              | 0               | 0               | CL                 | 1                  | 0                  |             | -           | -           | 15     | 4      |        |
| Totale carriera | Totale carriera | Totale carriera | 15         | 4          |                 | 0               | 0               |                    | 1                  | 0                  |             | -           | -           | 16     | 4      |        |